# Vladna palača, Helsinki
Vladna palača (finsko Valtioneuvoston linna, švedsko Statsrådsborgen) je izvršna poslovna stavba Državnega sveta Finske. Gleda na Senatni trg v središču Helsinkov na Finskem. V vladni palači so urad predsednika vlade, urad kanclerja za pravosodje in večina oddelkov ministrstva za finance. Njegovo prejšnje ime je bila hiša senata (Senaatintalo). Stavba običajno ni odprta za javnost, občasno pa so dnevi odprtih vrat.

## Zgodovina
Gradnja senata se je začela leta 1818. Senat se je leta 1822 preselil v palačo s pogledom na Senatni trg. Leta 1824 je bilo dokončano krilo na strani Aleksanterinkatu, leta 1828 pa je sledilo krilo Ritarinkatu. Stran Hallituskatu je bila zaprta šele nekaj desetletij kasneje z dvoriščnim prizidkom, dodanim leta 1860 za namestitev senatne tiskarne. Strani ob Ritarikatu in Hallituskatu sta bili kasneje naknadno prenovljeni in spremenjeni. Današnjo podobo je vladna palača dobila med letoma 1916 in 1917 s povišanjem trakta Ritarikatu.
Poleg organov samega senata je bila stavba senata v zgodnjih letih tudi dom številnih drugih pomembnih javnih agencij in uradov, vključno s predhodnico Finske banke, poštnega direktorata, carinskega urada in državnega arhiva. Lekarna Imperial Alexander je bila tudi v stavbi Senata, preden se je preselila v stavbo, dokončano na nasprotni strani Senatnega trga leta 1832.
Leta 1904 je Eugen Schauman ustrelil finskega generalnega guvernerja Nikolaja Bobrikova v drugem nadstropju stopnišča stavbe.

## Arhitektura
Carl Ludvig Engel se je načrtovanja stavbe Senata lotil ambiciozno. Stavba je bila njegovo prvo večje delo v Helsinkih, namenjena pa je bila osrednji upravi celotnega Velikega vojvodstva Finske. Poleg tega je bil Senatintalo prva novogradnja, ki se je dvignila na robu Senatnega trga, zato je njegov slog določil bodočo arhitekturno podobo celotnega trga.
Pročelje stavbe, obrnjeno proti Senatnemu trgu, predstavlja strukturo, značilno za neoklasicizem, za katero so iskali primere peterburških stavb. Na fasadi prevladujejo osrednji rizalit, okrašen s stebri in njegovimi zaključnimi trikotniki, ter stranski rizalit, okrašen s pilastri. Stebri so v grškem slogu, korintski slog, kar v arhitekturnem jeziku tistega časa simbolizira državno oblast. Ko je Engel pozneje zasnoval glavno stavbo univerze na nasprotni strani trga, je njeno pročelje v veliki meri naredil enako stavbi senata, vendar jo je opremil z grškimi, jonskimi stebri, ki simbolizirajo civilizacijo.

## Ura
Na strani Senatnega trga so v zaključnem trikotniku stavbe in na dvorišču postavljene stolpne ure s skupnim mehanizmom. Uro je izdelal Jaakko Könni, član urarske družine Könni iz Ilmajokija, septembra 1822 pa jo je skupaj s sinom šel namestiti. Engel je uro prvotno naročil pri nemškem urarju, vendar je moral naročilo preklicati, saj je senat naročil pri »nekem kmetu iz Ostrobothnije«, kot je Engel jezno pisal svojemu prijatelju.
Prvo temeljito vzdrževanje številčnic ure je bilo izvedeno pozimi 2010–2011. Septembra so jih odstranili in razstavili. Za delo je bil odgovoren zlatarski mojster Raimo Snellman. Tako kot ure empire je tudi številčnica spet črna, kot je bila na začetku, ko je bila včasih svetlo modra. Obod ima po restavriranju še originalno pozlato, vendar so kazalci in številke okoli table ponovno pozlačeni. Za pozlato so porabili 500 listov zlata. Pozlata naj bi trajala 60 let. Kraka imata krila ruskega orla, domnevno zaradi nacionalnega namena. Številke so bile prvotno pokončne, vendar so bile pred prvotno namestitvijo obrnjene na stran. Ura na strani Senatnega trga je bila vrnjena na svoje mesto aprila 2011, tista na dvoriščni strani pa junija 2011.
Uro že od leta 1920 vsako sredo ročno navija urar iz urarske delavnice Widemark. Premer ure je 1,35 metra.

## Notranjost
Kljub svoji velikosti in lepemu videzu ima državna vladna palača le malo praznične notranjosti, saj je bil zasnovana kot poslovna stavba. Morda najbolj znana prostora v palači sta predstavitvena dvorana predsednika republike in glavno stopnišče, ki sta od Engelovih časov ostala skoraj nespremenjena.
Predsedniška dvorana ali nekdanja dvorana senata je v drugem nadstropju stavbe, nad glavnimi vrati in glavnim preddverjem. V času avtonomije je imel senat občno sejo v dvorani pod predsedstvom generalnega guvernerja. Po osamosvojitvi je bila dvorana namenjena skupnim sejam predsednika republike in Sveta vlade, torej za predstavitve predsednika Svetu vlade. Bogato okrašena dvorana ovalne oblike, obdana z marmoriranimi stebri, je najlepši prostor v stavbi.
V času avtonomije je bil na koncu dvorane, za predsedniškim stolom, prestol, simbol carjeve oblasti, na njem pa dvoglavi ruski orel. Stene so bile okrašene s portreti carjev. Po osamosvojitvi so te simbole ruske moči odstranili iz dvorane, danes pa so na ogled v Narodnem muzeju. Danes je na čelni steni dvorane portret sedečega predsednika, na stranskih stenah pa portreti nekdanjih predsednikov. V sejni dvorani visijo predsedniki od K. J. Ståhlberga do J. K. Paasikivija, novejši predsedniki so zaradi pomanjkanja prostora postavljeni v avlo dvorane.
V povezavi s predsedniško dvorano je v drugem nadstropju na strani Senatnega trga tudi dejanska sejna dvorana Sveta vlade in kabinet predsednika vlade. Slednja, nekdanja soba podpredsednika finančnega oddelka senata, je dobro ohranjen primerek originalne opreme stavbe.
Velika knjižnična dvorana v vzhodnem traktu, ki je bila zgrajena za državni arhiv, je bila prvotno del pomembnih prostorov stavbe. Dvorano pa so leta 1916 porušili, ko so vzhodni trakt dvignili v tri nadstropja.

## Projekt rušenja in izgradnje notranjega dvorišča
Državna uprava želi porušiti tako imenovani Painotalo, ki je na dvorišču gradu Državnega sveta. Painotalo je stavba arhitekta Ricarda Björnberga, ki je bila zgrajena med letoma 1897 in 1900 za tiskarno takratnega senata, danes pa so v njej pisarniški in gostinski prostori. Na njenem mestu bi zgradili veliko poslovno stavbo. Tudi Finska muzejska agencija se je zavzela za rušenje.
V sedanji konservatorski formuli so vsi objekti označeni kot zavarovani. Načrtovana sprememba načrta bi odstranila konservatorsko oznako za tiskarno in omogočila njeno rušenje.
Mednarodna strokovna organizacija za varstvo kulturne dediščine ICOMOS projektu nasprotuje, saj je po njenem mnenju novogradnja prevelika in vidna. Finsko združenje arhitektov in Finsko združenje za podporo kulturni dediščini sta prav tako predlagala vrnitev predloga načrta.